# Scheidegger
Scheidegger Opleidingen is een commercieel opleidingsinstituut dat mbo-, hbo- en bachelor-opleidingen en trainingen verzorgt onder andere in de vakgebieden: secretarieel, administratief, financieel, management, zorg en welzijn, marketing, facilitair en uiterlijke verzorging. Het bedrijf is onderdeel van Salta Group.
Het instituut dankt zijn naam aan Willy Scheidegger, die in 1947 in Zwitserland begon met cursussen machineschrijven in klassikaal verband. Hij maakte gebruik van een tienvingerig blindsysteem voor de schrijfmachine. Elke toets kreeg een bepaalde kleurcode die correspondeerde met de vinger die de toets moest aanslaan. De spatie wordt met de duim bediend. Daarbij werd apparatuur in bruikleen gegeven om thuis te oefenen. Bij de eerste typecursussen was dat een schrijfmachine, tegenwoordig een laptop.
In de loop der jaren is het cursusaanbod uitgebreid naar secretariële en boekhoudkundige opleidingen. Toen de PC werd geïntroduceerd ging het instituut klassikale computerlessen aanbieden. Nu biedt Scheidegger ruim 350 opleidingen en trainingen aan voor diverse segmenten zoals zorg, uiterlijke verzorging, managementsupport, facilitair, horeca en toerisme.
Scheidegger Holding heeft vestigingen in 12 Europese landen gehad. Het Nederlandse Instituut Scheidegger werd gevestigd op 1 maart 1962 en is onder de naam Scheidegger Opleidingen Nederland b.v. nog steeds actief in Nederland. Het aanbod bestaat uit 350 opleidingen en trainingen. De cursus typevaardigheden wordt nog steeds gegeven, alhoewel de typemachine inmiddels vervangen is door de computer. Het basisprincipe van de cursus is, net als in 1947, het leren typen met kleurcoderingen.
Het hoofdkantoor van Scheidegger Opleidingen b.v. is gevestigd in Hilversum. De opleidingen worden op meerdere leslocaties in Nederland gegeven.